# Hueso parietal
El hueso parietal es un hueso del cráneo, plano, par, de forma cuadrilátera, con dos caras, interna (endocraneal) y externa (exocraneal), y cuatro bordes con sus respectivos ángulos. El término parietal significa de la pared.

## En el ser humano
Se encuentra cubriendo la porción superior y lateral del cráneo, por detrás del frontal, por delante del occipital y montado sobre el temporal y el esfenoides. Ambos huesos parietales se articulan, a través de una línea media: la sutura sagital.

## Descripción anatómica
Para el estudio del hueso parietal, se le reconocen dos caras, cuatro bordes y sus respectivos ángulos. Se detallan para cada parte, los accidentes óseos con más importancia.

### Cara exocraneal

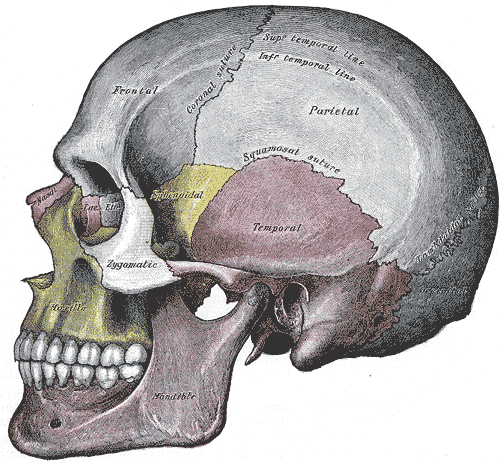
Vista lateral del cráneo humano y sus huesos (en blanco, arriba, el hueso parietal).

Se corresponde con la cara lateral del cráneo, y en ella se distinguen:
- la línea curva temporal superior: para la inserción de la aponeurosis temporal.
- la línea curva temporal inferior: donde se inserta el músculo temporal.
- la giba parietal (eminencia parietal): un abultamiento curvado del hueso.
- el agujero parietal: por donde pasa la vena emisaria de Santorini.

### Cara endocraneal

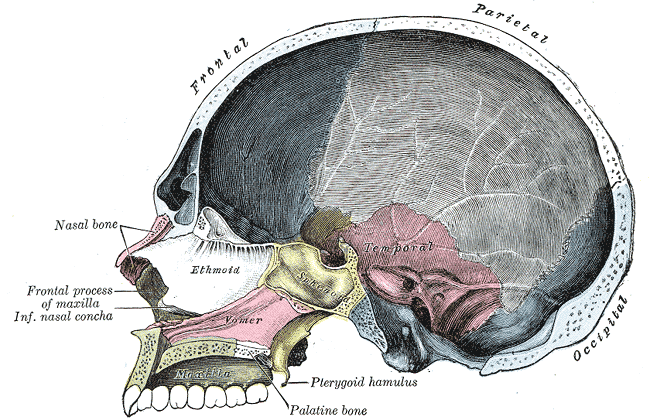
Vista medial del cráneo humano y sus huesos (en blanco, arriba, el hueso parietal).

Se corresponde con la cara medial del cráneo, y en ella se distinguen:
- la fosa parietal, recorrida por surcos vasculares ramificados que se han comparado a los nervios de una hoja de higuera, es producto de la impresión sobre el hueso de las ramas de la arteria meníngea media y sus venas satélites.
- el hemicanal del seno longitudinal frontal
- las fositas de Pacchioni alojan a los corpúsculos de Pacchioni, también las podemos encontrar en el hueso frontal.
- la cresta silviana, excrecencia ósea amoldada por la correspondiente cisura lateral del hemisferio cerebral.

### Bordes
Se describen 5 bordes:
- la articulación del borde superior de ambos parietales da origen a la sutura sagital (articulación interparietal o parietoparietal).
- el borde inferior se articula con la escama del temporal formando la Sutura escamosa.
- el borde anterior se articula con el frontal formando la sutura coronal o frontoparietal.
- el borde posterior se une a la escama del occipital formando la sutura lambdoidea o parietooccipital.
- el obelión es un punto craneométrico situado sobre la línea de la sutura sagital un poco por delante de los agujeros parietales.

### Ángulos
Se describen 4 ángulos:
- el ángulo anterosuperior o frontal indica la unión de las suturas sagital y coronal. Bregma es el nombre del punto craneométrico situado sobre este ángulo.
- el ángulo posterosuperior u occipital indica la unión de las suturas sagital y lambdoidea. Sobre este ángulo se halla el punto craneométrico lambda.
- el ángulo anteroinferior o esfenoidal. Punto craneométrico pterion.
- el ángulo posteroinferior o mastoideo. Punto craneométrico asterion.

## Arquitectura ósea
Es un hueso plano y comparte la estructura de los huesos de la bóveda craneal. Dos tablas de tejido óseo compacto que cubren una región media de tejido esponjoso. Dos tablas de tejido óseo compacto, una externa y otra interna, cubren una región media de tejido óseo esponjoso denominada diploe.

## Osificación
Cada hueso parietal está formado por la osificación endomembranosa de un único primordio mesenquimal fibroso que se desarrolla hacia la mitad del segundo mes de vida fetal.

## Articulaciones
El hueso parietal se articula mediante sinfibrosis con otros huesos craneales:
- el hueso parietal contralateral: sutura sagital;
- el hueso frontal: sutura coronal;
- el hueso temporal y parte del esfenoides: sutura escamosa;
- el hueso occipital: sutura lambdoidea.

## Inserciones musculares
- Músculo temporal. Huesos temporales

|  |

## En otras especies
En otras especies de vertebrados, los huesos parietales forman típicamente la parte posterior o central del techo del cráneo, situada detrás de los huesos frontales. En muchos tetrápodos, están bordeando en la parte posterior por un par de huesos postparietales que pueden estar únicamente en el techo del cráneo, o hacia abajo de pendiente para contribuir a la parte posterior del cráneo, dependiendo de la especie. En los tuatara y muchas especies fósiles del mismo género, hay una pequeña abertura, el foramen parietal, que se encuentra entre los dos huesos parietales. Esta apertura es la ubicación de un tercer ojo en la línea media del cráneo, que es mucho menor que los dos ojos principales.

## En dinosaurios
El hueso parietal está normalmente presente en el extremo posterior del cráneo y está cerca de la línea media. Este hueso es parte del techo del cráneo, que es un conjunto de huesos que cubren el cerebro, los ojos y la nariz. Los huesos parietales se ponen en contacto con varios otros huesos en el cráneo. La parte anterior del hueso se articula con el hueso frontal y el hueso postorbital. La parte posterior del hueso se articula con el hueso escamoso, y con menos frecuencia el hueso supraoccipital. Los huesos de soporte de los volantes de la nuca de los ceratópsidos se formaron por las extensiones del hueso parietal. Estos lujos, que sobresalen por encima del cuello y se extienden más allá del resto del cráneo es un rasgo de diagnóstico de ceratópsidos. Las cúpulas del cráneo reconocibles presentes en paquicefalosaurios se formaron por la fusión de los huesos frontal y parietal y la adición de gruesos depósitos de hueso para esa unidad.

## Galería

Animación 3D que muestra externamente la posición de los huesos parietales (en color verde).
Animación 3D que muestra interna y externamente la posición del hueso parietal (en color verde).
Animación 3D que muestra la forma de los huesos parietales.
Visión lateral de los huesos craneales y, entre ellos, el hueso parietal.
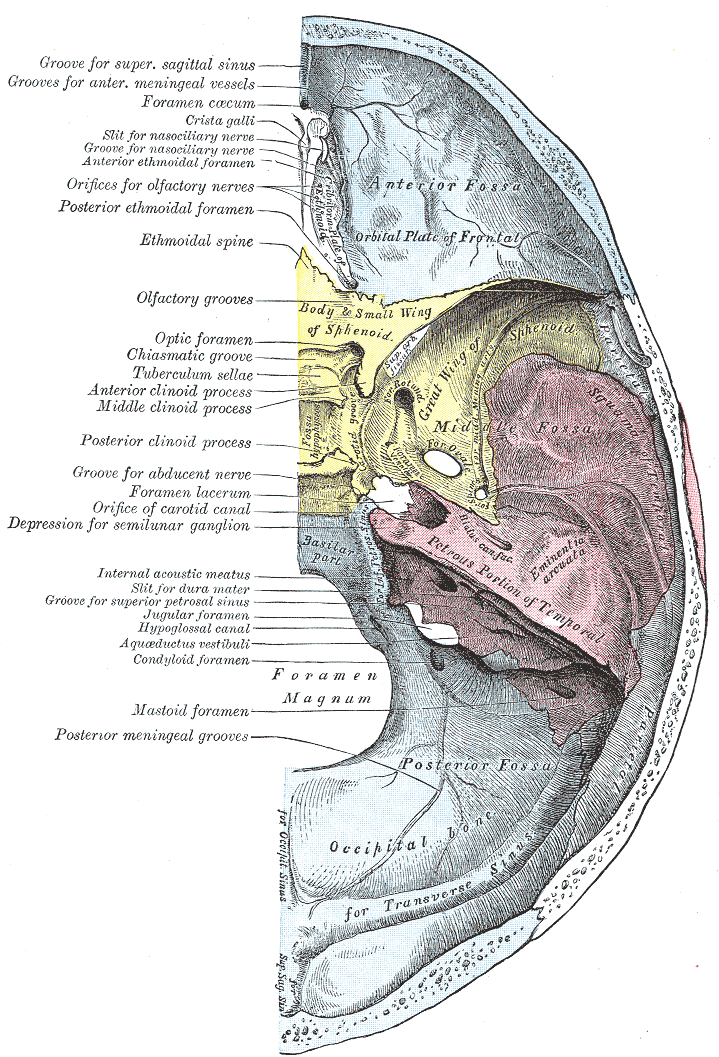
Cara superior de la base del cráneo, en la que se observa lateralmente una pequeña porción del hueso parietal (en color blanco).
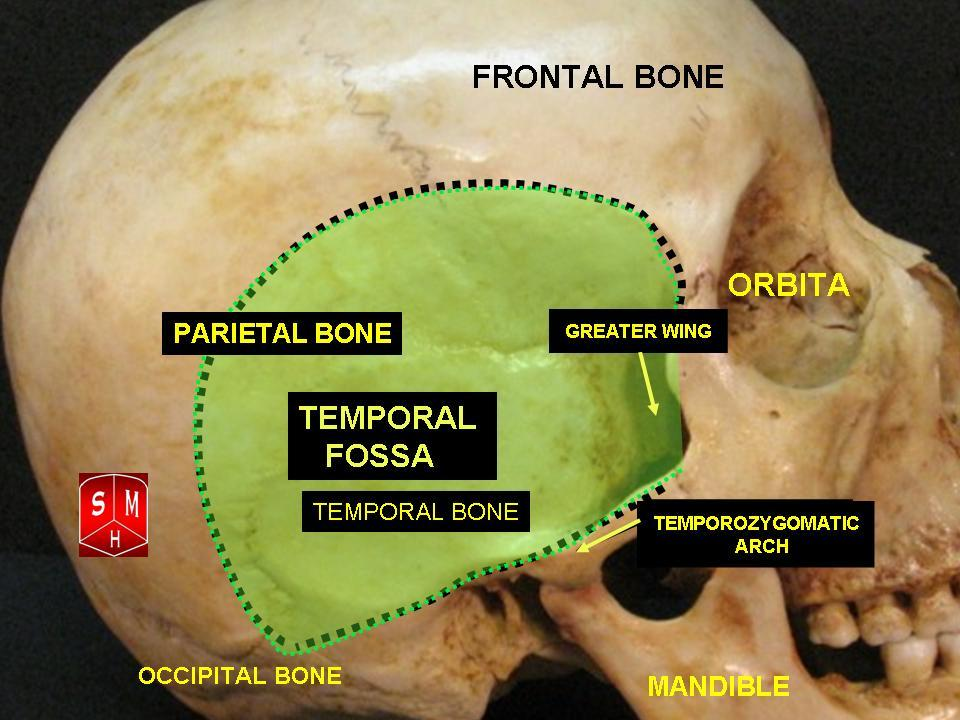
Visión lateral del cráneo, en la que se observa la fosa temporal (en inglés, temporal fossa), la cual incluye al hueso parietal, además del hueso frontal y hueso occipital.
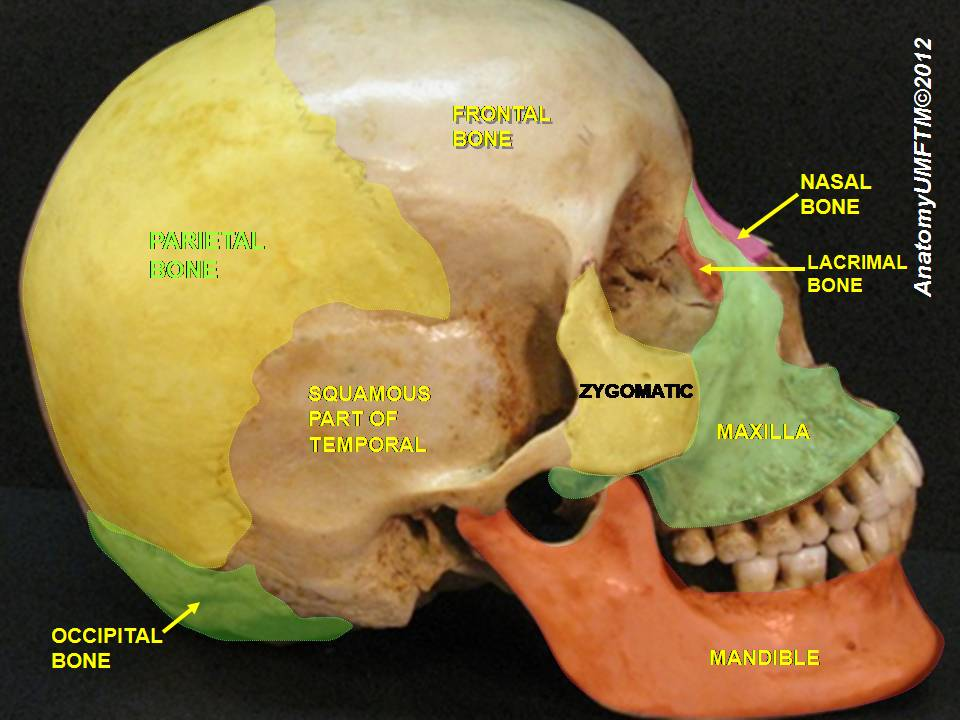
Visión lateral del cráneo, en la que se observa el hueso parietal o, en inglés, parietal bone (en color amarillo).
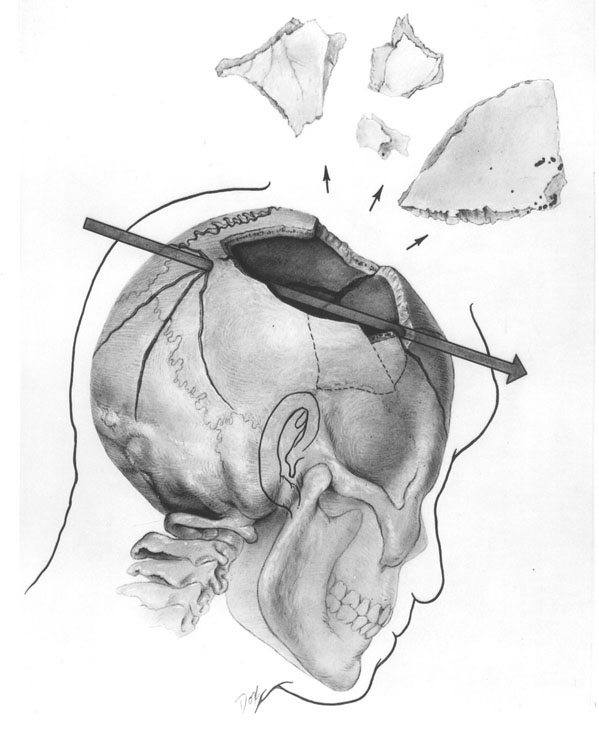
Trayectoria del proyectil que atravesó el cráneo del presidente estadounidense John F. Kennedy. La bala atravesó la parte posterior del hueso parietal en dirección postero-anterior.